# Jo Van Fleet
Jo Van Fleet, född 30 december 1915 i Oakland i Kalifornien, död 10 juni 1996 i Jamaica i Queens, New York, var en amerikansk skådespelare vid teater, film och på TV.

## Biografi
Van Fleet studerade under Sanford Meisner vid Neighborhood Playhouse och hade Elia Kazan och Lee Strasberg som lärare vid Actors Studio. Hon scendebuterade 1944 på Washington's National Theater med en roll i U Harry. 1946 Broadwaydebuterade hon i The Winters Tale. 1954 vann Van Fleet en Tony Award för Bästa kvinnliga biroll i en pjäs för hennes insats i The Trip to Bountiful. 1958 nominerades hon återigen till en Tony Award för bästa kvinnliga huvudroll i Look Homeward Angel.

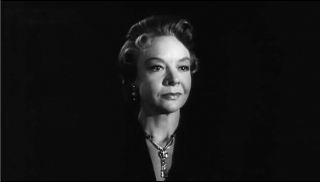
Jo Van Fleet i Jag gråter imorgon, 1955.

Hon filmdebuterade vid 40 års ålder i Öster om Eden (1955) där hon spelade James Deans mor. Rollen gav henne en Oscar för Bästa kvinnliga biroll. Hon sågs sedan i roller som Sheriffen i Dodge City (1957) och Rebell i bojor (1960). Hennes sista roll var i Fånga dagen 1986 mot Robin Williams. Van Fleet hade även roller i TV-produktioner bland annat som den elaka styvmodern i en TV-adaption av Askungen 1965. Hon var även med i flera avsnitt av Alfred Hitchcock presenterar.
Van Fleet spelade ofta roller som var äldre än hon var, till exempel som mor till skådespelare som Anthony Perkins, Ben Gazzara och Paul Newman.
Hon var gift med dansaren William Bales fram till hans död 1990.

## Filmografi i urval
- 1955 – Öster om Eden
- 1955 – Den tatuerade rosen
- 1955 – Jag gråter i morgon
- 1957 – Sheriffen i Dodge City
- 1958 – De heta åren
- 1965 – Cinderella (TV-film)
- 1967 – Rebell i bojor
- 1968 – Får jag kyssa din fjäril
- 1971 – Snedskjutargänget
- 1976 – Hyresgästen
- 1986 – Fånga dagen

## Teater

### Roller
| År   | Roll             | Produktion                             | Regi            | Teater                                 |
| ---- | ---------------- | -------------------------------------- | --------------- | -------------------------------------- |
| 1965 | Amanda Wingfield | The Glass Menagerie Tennessee Williams | George Keathley | Brooks Atkinson Theatre, New York, USA |